# Аццурти, Йосип
Йосип Аццурти (хорв. Josip Accurti; 11 августа 1824, Сень — 11 сентября 1907, Триест) — хорватский натуралист, прославившийся изучением водорослей, и переводом вместе со своим братом на хорватский язык работ иных натуралистов, с многими из которых был знаком, оттого принимая косвенное участие в их работах. Помимо этого он являлся преподавателем австрийской государственной гимназии.

## Биография
Старший брат Драгутина Аццурти. Получив начальное образование в Сене, он для дальнейшего обучения отправился сначала в Карловац, а затем в Венецию. В Италии Аццурти проявил интерес к музыке и искусству и поступил в Венецианскую академию изящных искусств. Вернувшись по приглашению отца в Далмацию в конце 1847 года, он по настоянию матери поступил в Сеньскую семинарию чтобы стать священником. Закончив обучение, он на короткое время переехал в Вену, где посещал курсы богословия и естественных наук. Вернувшись на Родину, он начал преподавать естественные науки в Сени, Риеке, Копере и Триесте. Свою преподавательскую деятельность Аццурти совмещал с изучением водорослей, созданием рисунков растительного и животного мира и сбором гербарной коллекции с водорослями из окрестностей Копера. Гербарий и 694 его рисунка хранятся в Музее естественной истории в Триесте. В 1855 году он был избран в совет директоров Хорватско-славянского экономического общества.